# Business Process Modeling Language
Business Process Modeling Language (BPML) – konkurencyjny wobec BPEL XMLowy język do opisu procesów. Właścicielem tego standardu jest Business Process Management Initiative. BPMN również opracowany przez BPMI pozwala na automatyczne tłumaczenie postaci graficznej do kodu konkurencyjnego języka BPEL.